# Bae Hae-sun
Dans ce nom coréen, le nom de famille, Bae, précède le nom personnel.
Pour l’article homonyme, voir BAE.
Bae Hae-sun (hangeul : 배해선 ; RR : Bae Hae-seon ; MR : Pae Haesŏn) est une actrice sud-coréenne, née le 8 mai 1974 à Séoul. Elle est connue pour ses rôles dans des dramas tels que Hi Bye, Mama!, Hotel del Luna et Don't Dare to Dream.

## Théâtre (partiel)
- 1995 : Autant en emporte le vent : Scarlett O'Hara[3]
- 2001 Le Songe d'une nuit d'été : Puck[4]

## Filmographie

### Cinéma
- 2002 : Who Are You? (가위) de Choi Ho : Soo-hyun
- 2018 : On Your Wedding Day ((너의 결혼식) de Lee Seok-geun : la mère de Seung-hee
- 2018 : Dark Figure of Crime (암수살인) de  Kim Tae-kyun : Park Mi-young
- 2019 : Svaha: The Sixth Finger (사바하) de Jang Jae-hyeon : la médecine légiste
- 2019 : Romang (사바하) de Lee Chang-geun : Kim Jung-hee
- 2019 : Long Live The King: Mokpo Hero (롱 리브 더 킹: 목포 영웅) de Kang Yoon-sung : No Gap-soon
- 2020 : Innocence (결백) de Park Sang-hyun : l'épouse du maire Choo
- 2020 : Samjin Company English Class (삼진그룹 영어토익반) de Lee Jong-pil : Ban Eun-kyung
- 2021 : A Year-End Medley (해피 뉴 이어) de Kwak Jae-yong : Jeong Mi-sook
- 2022 : Honest Candidate 2 (정직한 후보 2) de Jang Yu-jeong : Park Kwon-ja

### Télévision
- 2015 : Yong-pal (용팔이) : Mme Hwang
- 2016 : Don't Dare to Dream (질투의 화신) : Dr Geum Suk-ho
- 2017 : Man Who Dies to Live (죽어야 사는 남자) : Wang Mi-ran
- 2017 : Distorted (조작) : Choi Su-yeon
- 2017 : While You Were Sleeping (당신이 잠든 사이에) de : Son Woo-joo
- 2017 : Judge vs. Judge (이판사판) : Moon Yoo-seon
- 2018 : Wok of Love (기름진 멜로) : l'infirmière
- 2018 : Exit (엑시트) : Woo Jae-hee
- 2018 : Come and Hug Me (이리와 안아줘) : Jeon Yoo-ra
- 2018 : A Pledge to God (신과의 약속) : Oh Seon-joo
- 2018 : The Hymn of Death (사의찬미) : la professeure Ueno
- 2019 : The Secret Life of My Secretary (초면에 사랑합니다) : Dr Park
- 2019 : Hotel del Luna (호텔 델루나) : Choi Hee-seo
- 2019 : VIP (브이아이피) : Gil-ja
- 2020 : Hi Bye, Mama! (하이바이, 마마!) : Sung Mi-ja
- 2020 : SF8 (시네마틱드라마 SF8 - 일주일 만에 사랑할 순 없다) : la présentatrice du journal télévisé
- 2020 : Twenty-Twenty (트웬티 트웬티) : Chae Yoon-jung
- 2020 : Alice (앨리스) : la femme de Kim In-sook
- 2020 : It's Okay to Not Be Okay (사이코지만 괜찮아) : Kang Eun-ja
- 2020 : Into the Ring (출사표) : Won So-jung
- 2020 : Start-Up (스타트업) : Lee Hye-won
- 2021 : Drama Stage Season 4: Park Seong Shil's Industrial Revolution (드라마 스테이지 2021 - 박성실 씨의 사차 산업혁명) : Lee Hye-young
- 2021 : Oh My Ladylord (오! 주인님) : Jung Sang-eun
- 2021 : The Penthouse: War in Life (펜트하우스) : Yoon Kyung-eun
- 2021 : Hometown Cha-Cha-Cha (갯마을 차차차) : la médecine-cheffe de la clinique dentaire
- 2021 : Happiness (해피니스) : Oh Yeon-ok, la représentante des résidents
- 2021 : Political Fever (이렇게 된 이상 청와대로 간다)
- 2022 : Why Her (왜 오수재인가) : Ji Soon-ok
- 2022 : All of Us Are Dead (지금 우리 학교는) : Park Eui-won
- 2023 : See You in My 19th Life (이번 생도 잘 부탁해) : Jang Yeon-ok